# Kingston (Utah)
Kingston is een plaats (town) in de Amerikaanse staat Utah, en valt bestuurlijk gezien onder Piute County.

## Demografie
Bij de volkstelling in 2000 werd het aantal inwoners vastgesteld op 142.
In 2006 is het aantal inwoners door het United States Census Bureau geschat op 131, een daling van 11 (-7,7%).

## Geografie
Volgens het United States Census Bureau beslaat de plaats een oppervlakte van
13,8 km², geheel bestaande uit land.

## Plaatsen in de nabije omgeving
De onderstaande figuur toont nabijgelegen plaatsen in een straal van 36 km rond Kingston.